# 阿拉達
阿拉達（西班牙語：Arada），是洪都拉斯的城鎮，位於該國西北部，由聖巴巴拉省負責管轄，始建於1900年6月22日，面積110平方公里，海拔高度431米，2001年人口7,953，人口密度每平方公里72.3人。